# ولهاصه
ولهاصه (به عربی: ولهاصة) یک شهرداری در الجزایر است که در استان عین تموشنت واقع شده‌است. ولهاصه ۸۶٫۲۹ کیلومتر مربع مساحت و ۱۵٬۹۷۲ نفر جمعیت دارد.